# La Concepción (Carchi)
La Concepción ist eine Ortschaft und eine Parroquia rural („ländliches Kirchspiel“) im Kanton Mira der ecuadorianischen Provinz Carchi. Die Parroquia besitzt eine Fläche von 149,3 km². Die Einwohnerzahl lag im Jahr 2010 bei 2807.

## Lage
Die Parroquia La Concepción liegt an der Westflanke der Anden im Norden von Ecuador. Entlang der südlichen Verwaltungsgrenze fließt der Río Mira nach Nordwesten. Im Südosten reicht das Verwaltungsgebiet bis zur Mündung des Río Santiaguillo. Im Norden wird das Areal vom Río de la Plata und dessen linkem Nebenfluss Río Chutin begrenzt. Der etwa 1360 m hoch gelegene Hauptort befindet sich etwa einen Kilometer vom rechten Flussufer des Río Mira entfernt. La Concepción befindet sich außerdem 11 km westnordwestlich vom Kantonshauptort Mira. 
Die Parroquia La Concepción grenzt im äußersten Nordwesten an die Parroquia Jacinto Jijón y Caamaño, im Norden und im äußersten Nordosten an die Parroquias El Goaltal und La Libertad (beide im Kanton Espejo), im Osten an das Municipio von El Ángel (ebenfalls im Kanton Espejo), im Südosten an die Parroquia Mira, im Süden an die Parroquia Juan Montalvo sowie im Westen an die Provinz Imbabura mit der Parroquia La Carolina (Kanton Ibarra).

## Orte und Siedlungen
In der Parroquia gibt es neben dem Hauptort folgende Comunidades: Campo Libre, El Hato de Chamanal, Santa Lucía, El Empedradillo, Palo Blanco, Santa Ana, Chamanal und La Achira.

## Geschichte
Die Parroquia La Concepción wurde am 17. April 1884 im Kanton Tulcán gegründet.